# Stopplaats Linderte
Stopplaats Linderte (telegrafische code: Lnd) is een voormalig stopplaats aan de Spoorlijn Deventer - Ommen, destijds geëxploiteerd door de OLDO. De stopplaats lag ten noordoosten van Raalte, tussen het station Raalte en stopplaats Crisman. Stopplaats Linderte werd geopend op 1 oktober 1910 en gesloten op 15 mei 1926.